# Даніела Кікс
Даніела Кікс (нім. Daniela Kix; нар. 11 листопада 1984) — колишня австрійська тенісистка.
Найвищу одиночну позицію світового рейтингу — 190 місце досягла 15 травня 2006, парну — 341 місце — 15 листопада 2004 року.
Здобула 3 одиночні та 2 парні титули туру ITF.
Завершила кар'єру 2009 року.

## Фінали ITF
| турніри $100,000 |
| турніри $75,000  |
| турніри $50,000  |
| турніри $25,000  |
| турніри $10,000  |

### Одиночний розряд: 6 (3–3)
| Результат | Ранг | Дата           | Турнір                      | Покриття   | Суперниця            | Рахунок       |
| --------- | ---- | -------------- | --------------------------- | ---------- | -------------------- | ------------- |
| Поразка   | 1    | 18 лютого 2002 | ITF Стамбул, Туреччина      | Тверде (i) | Естер Мольнар        | 2–6, 1–6      |
| Перемога  | 2    | 19 серпня 2002 | ITF Енсхеде, Нідерланди     | Ґрунт      | Димана Крастевич     | 6–2, 7–5      |
| Перемога  | 3    | 4 серпня 2003  | ITF Гдиня, Польща           | Ґрунт      | Катерина Бондаренко  | 5–7, 7–5, 6–3 |
| Перемога  | 4    | 29 травня 2005 | ITF Шанхай, КНР             | Тверде     | Сучанун Віратпрасерт | 7–6(6), 6–3   |
| Поразка   | 5    | 5 червня 2005  | ITF Нанкін, КНР             | Тверде     | Сє Янь-цзе           | 2–6, 2–6      |
| Поразка   | 6    | 12 жовтня 2005 | ITF Джерсі, Велика Британія | Тверде (i) | Олена Балтача        | 4–6, 4–6      |

### Парний розряд: 3 (2–1)
| Результат | Ранг | Дата           | Турнір                      | Покриття   | Партнерка         | Суперниці                       | Рахунок       |
| --------- | ---- | -------------- | --------------------------- | ---------- | ----------------- | ------------------------------- | ------------- |
| Перемога  | 1    | 19 серпня 2002 | ITF Енсхеде, Нідерланди     | Ґрунт      | Аннетте Кольб     | Даніела Клеменшиц Деббі Гак     | 6–1, 7–5      |
| Поразка   | 2    | 19 квітня 2004 | ITF Хвар, Хорватія          | Ґрунт      | Сандра Мартинович | Тереза Веверкова Зузана Черна   | 6–4, 4–6, 6–7 |
| Перемога  | 3    | 11 жовтня 2005 | ITF Болтон, Велика Британія | Тверде (i) | Неуза Сілва       | Вероніка Хвойкова Клер Петерзан | 6–0, 6–2      |